# Pincze Gabriella
Pincze Gabriella Csilla (Balassagyarmat, 1989. április 19. –) válogatott labdarúgó, hátvéd. Jelenleg az Astra Hungary FC labdarúgója.

## Pályafutása

### Klubcsapatban
2003-ban a Patak SE csapatában kezdte a labdarúgást. 2006-ban igazolt a Femina együtteséhez, ahol két bajnoki címet szerzett. 2009 év elején, idény közben igazolt a Taksony SE csapatához. Tagja volt a 2010–11-es idényben bronzérmes együttesnek. 2011 nyarán az újonnan alakult Astra Hungary FC játékosa lett.

### A válogatottban
2013 óta három alkalommal szerepelt a válogatottban.

## Sikerei, díjai
- Magyar bajnokság
  - bajnok:  2006–07, 2007–08
  - 2.: 2012–13
  - 3.: 2010–11, 2011–12
- Magyar kupa
  - győztes: 2012
  - döntős: 2013

## Statisztika

### Mérkőzése a válogatottban
| Magyarország | Magyarország      | Magyarország                    | Magyarország  | Magyarország | Magyarország            | Magyarország | Magyarország | Magyarország |
| #            | Dátum             | Helyszín                        | Hazai         | Eredmény     | Vendég                  | Kiírás       | Gólok        | Esemény      |
| ------------ | ----------------- | ------------------------------- | ------------- | ------------ | ----------------------- | ------------ | ------------ | ------------ |
| 1.           | 2013. október 31. | Budapest, Bozsik József Stadion | Magyarország  | 4 – 0        | Bulgária                | vb-selejtező | -            | 52'          |
| 2.           | 2014. március 9.  | Umag (CRO)                      | Magyarország  | 4 – 0        | Egyesült Államok (liga) | Isztria-kupa | -            |              |
| 3.           | 2014. március 11. | Umag (CRO)                      | Lengyelország | 1 – 4        | Magyarország            | Isztria-kupa | -            | 83'          |
|              | Összesen          |                                 |               | 3            | mérkőzés                |              | 0            | gól          |